# Anton Sprengel
Anton Sprengel (* 11. September 1803 in Halle (Saale); † 1850 gefallen in Schleswig) war ein preußischer, deutscher Botaniker und Paläontologe. Sein botanisches Autorenkürzel lautet „A.Spreng.“
Anton Sprengel wurde 1803 als jüngster von drei Söhnen des Botanikers Kurt Polycarp Joachim Sprengel und dessen Frau Sophia Henriette Caroline, geb. Keferstein, geboren. Seine älteren Brüder waren Wilhelm (geb. 1792) und Gustav (geb. 1794).
Sprengel erbte das Herbarium seines Vaters in Halle. Seine wichtigsten Arbeitsgebiete waren Gefäßsporenpflanzen, Fossilien und Algen.

## Veröffentlichungen (Auswahl)
- Verzeichniss der von dem allhier verstorbenen Prof. Dr. Curt Sprengel, Ritter mehrerer Orden etc., nachgelassenen ausgezeichneten Bibliothek – aus vielen Fächern der Wissenschaften, ganz besonders aber aus der Botanik, Medicin und Naturwissenschaft, wobei viele und kostbare Kupferwerke, welche den 8ten Juli d. J. nachmittags von 2 bis 6 Uhr  u. f. T. in dem auf dem ssen Berlin sub Nro. 334 belegenen Auctions-Locale gegen gleich baare Zahlung öffentlich versteigert werden soll – umstehende Bedingungen bittet man zu berücksichtigen, 1834
- Anleitung zur Kenntnis aller in der Umgegend von Halle wildwachsenden phanerogamischen Gewächse, 1848[3]